# Wen Tzu-yun
Wen Tzu-yun (n. 29 septembrie 1993, Taipei, Taiwan) este o sportivă ce a reprezentat Taipeiul Chinez, medaliată olimpică. A participat la o ediție a Jocurilor Olimpice (2020) în care a câștigat o medalie de bronz.